# Suicide Hill
Suicide Hill est un ensemble de cinq tremplins de saut à ski située à Ishpeming, dans l'État américain du Michigan.

## Histoire
La pratique du ski a été amenée dans les États du Michigan, du Wisconsin et du Minnesota par des immigrants norvégiens. Des compétitions de saut à ski se tenaient alors dans plusieurs régions et sur différents tremplins. Les organisateurs des compétitions, cherchant à permettre des sauts les plus longs possibles, construisaient régulièrement de nouveaux tremplins, dont la dangerosité allait croissant. Après de longues recherches, un site intéressant, doté de la plus grande colline disponible, a été trouvé en 1925 : un tremplin y a été construit. L'année suivante, lorsque Walter Anderson s’est blessé lors d'un saut, la presse locale a nommé le site Suicide Hill. Bien que le club de ski local ait commencé par opposer une résistance farouche à ce nom, il est resté.
Le site a fait l'objet de plusieurs campagnes de travaux. La plus grande reconstruction a eu lieu en 1972, lors de laquelle le tremplin a été agrandi à sa taille actuelle. En 2009, les tremplins K40 et K13 ont été recouverts de nattes afin de permettre la pratique estivale du saut, sans neige. 

### Compétitions
En 1947, 1954, 1964, 1973, 1979 et 1987, les Championnats américains de saut ont eu lieu à Suicide Hill. Entre 1999 et 2002, plusieurs épreuves de la Coupe continentale de saut à ski y ont été organisées. 
Depuis 1887, le club de ski d'Ishpeming organise un tournoi annuel de saut auquel participent des athlètes nationaux et internationaux.

## Liens
- Ressource relative au sport :   - Ski Jumping Hill Archive
- (en) Page d'accueil de l'Ishpeming Ski Club